# Kakodyl
Kakodyl (Trivialname) oder Tetramethyldiarsan, As2(CH3)4, früher auch „Cadetsche Flüssigkeit“ genannt, ist eine hochgiftige und nach Kot stinkende Flüssigkeit, die sich an der Luft von selbst entzündet.
Kakodyl gehört zu den metallorganischen Verbindungen.
Es entsteht, wenn man arsenige Säure mit Kaliumacetat destilliert.
Die erste Darstellung des Kakodyls erfolgte 1760 durch Louis Claude Cadet de Gassicourt. Cadet hatte damit zugleich unwissentlich die erste metallorganische Verbindung synthetisiert. Kakodyl und Kakodyl-Verbindungen [mit As(CH3)2-Gruppe] wurden 1836 von Robert Bunsen systematisch untersucht.